# Молданубікум

Основні геологічні структури та зони герцинського орогенезу в Європі

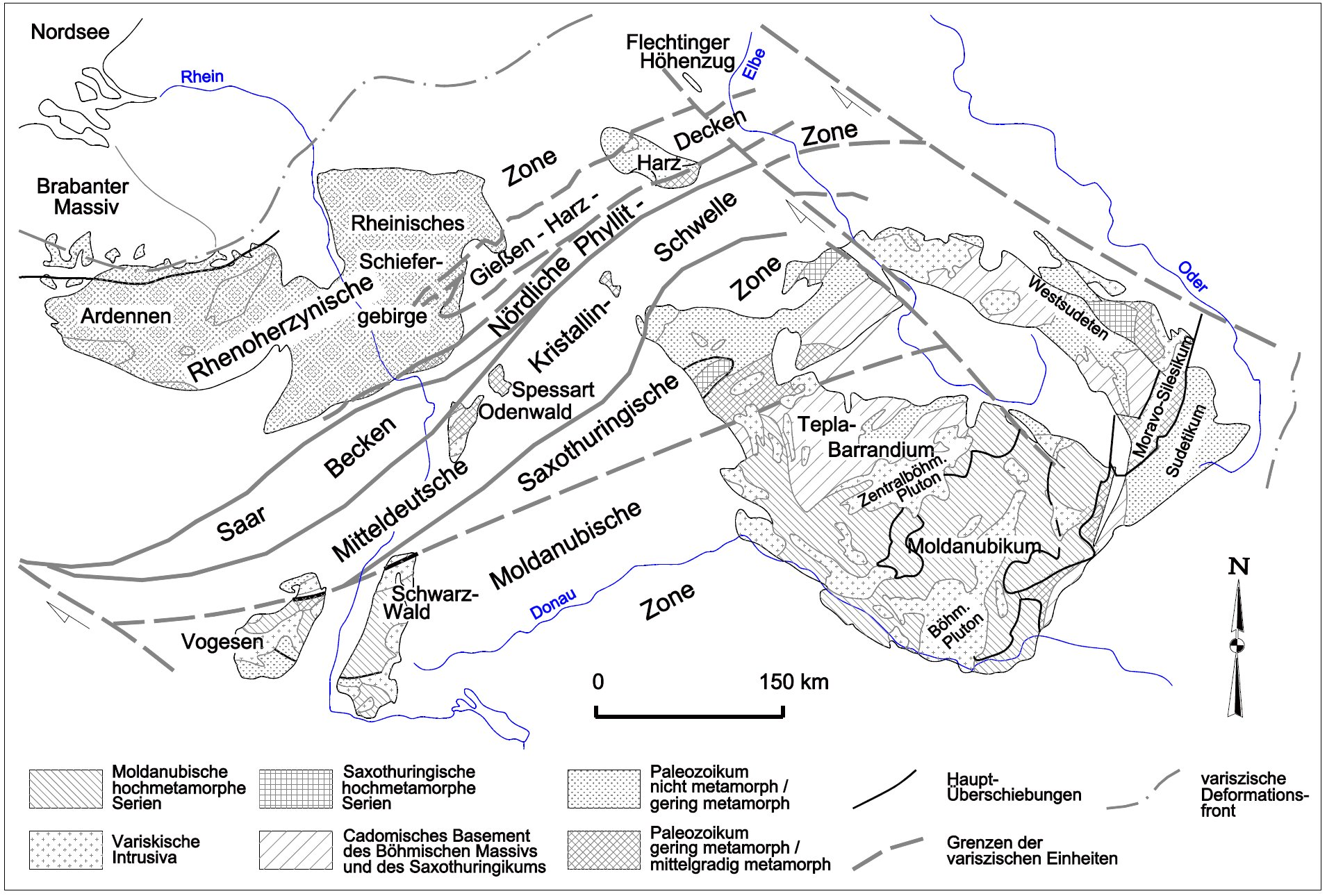
Молданубіцька зона (власне Молданубікум і Тепла-Баррандіум)

Молданубіцька зона, або молданубікум — тектонічна зона в Центральній Європі герцинської складчастості (400—300 млн р. тому), територіально відповідає Чеському масиву. Вважається, що зона має докембрійське ядро, огорнуте більш молодими геологічними одиницями, які відносяться до протерозойського еону. Зона охоплює відслонені гірські породи Чеського масиву та південної частини Шварцвальду та Вогезів, у її межах знаходиться найбільша кількість метаморфічних гірських порід герцинської складчастості в Європі.
Молданубікум був відкритий німецьким геологом Францем Коссматом у 1927. Молданубіцька зона характеризується вищим рівнем метаморфізму, ніж Саксо-Тюрингська, що лежить на північному заході від неї. Протягом герцинської ери тектогенезу Молданубіцька зона насувалася на Саксо-Тюрингську. На сході Молданубіцька зона насувається на Мораво-Сілезьку, яка так само, як і Саксо-Тюрингська, поступається за рівнем метаморфізму Молданубіцькій.

## Географічне положення
Молданубіцька зона охоплює території Чехії, Німеччини й Австрії. На заході межує з Середньочеською областю, на сході — з Моравсько-Сілезькою областю, на півночі — з Кутногорсько-Свратецькою областю, на півдні до неї прилягає альпійський моласовий прогин. Включає в себе Чесько-Моравську височину, Шумаву, Чеський Ліс та Новоградські гори. 

## Геологія
Молданубіцьку зону Чеського масиву можна поділити на дві тектонічні одиниці: Тепла-Баррандійську (Тепла-Баррандіум), або Богемікум, та власне Молданубікум. Остання містить великі гранітоїдні плутони й тектонічні покриви.

### Молданубікум
Молданубікум складається з гірських порід, які мають високий рівень метаморфізму. Протоліти за віком можуть належати до протерозойського еону, однак їхні походження та вік загалом залишаються невідомими.
З точки зору тектоностратиграфії власне Молданубіцька зона поділяється на три основні одиниці:
- ґфьоль (нім. Gföhl) — розташований найвище; складається здебільшого з гірських порід з високим рівнем метаморфізму; також може містити метаморфічні осадові гірські породи та ортогнейси. Нижче знаходяться амфіболіти раннього палеозою. Ортогнейси мають у своєму складі гранітоїдні протоліти ордовицького періоду. Ці метаінтрузивні гірські породи мають також мармурові та перидотитові вкраплення;
- дросендорф (нім. Drosendorf) — розташований нижче ґфьоля; складається з протерозойського фундаменту з ранньопалеозойським покривом метаосадових гірських порід. Як і ґфьоль, дросендорф є вергентним[en] здебільшого у південному напрямку.[3] Основу ґфьоля формує ансамбль з різних метаморфізованих гірських порід; дросендорф так само складається з ортогнейсів, вік яких сягає протерозою;[2]
- остронг (нім. Ostrong) — є найнижчим рівнем Молданубіцької зони. Складається з надметаморфізованих гірських порід, а також магматичних (ортогнейси й амфіболіти) та осадових (парагнейси) протолітів. Також присутній еклогіт, змінений під впливом високої темперетури та тиску.

З точки зору літостратиграфії молданубікум ділиться на дві групи:
- монотонна (нижня) — її складниками головним чином виступають силліманітові та біотитові парагнейси, протолітом яких був, імовірно, фліш; у меншій мірі цю групу творять метакварцити, ерлан[pl] і амфіболіти;
- строката (верхня) — крім парагнейсів та метакварцитів, її творять також ортогнейси, грануліти, амфіболіти, мармур, скарн, еклогіти й серпентиніти. Являє собою силур-девонський комплекс.

### Інтрузії
Вищезазначені три тектонічні одиниці та їхня взаємодія перериваються значною інтрузією батолітів пізньої герцинської складчастості. Найбільшими з них є Південнобогемський та Центральнобогемський батоліти. Вони сформовані багатьма різними за віком інтрузивними процесами, які часто переривали один одного.

## Тектонічна історія
Молданубіцька зона трактується як найнижча частина кори Армориканського мікроконтиненту. Під час герцинського орогенезу невелика частина його кори була затиснута між більшими за розміром континентами Лавруссія (на півночі) та Гондвана (на півдні). Вважається, що мікроконтинент простягнувся настільки далеко, що охопив догерцинський фундамент Армориканської височини; інші вчені вважають Арморику не мікроконтинентом, а лише групою континентальних фрагментів.